# Saison AFL 1964
La saison AFL 1964 est la 5e saison de l'American Football League (football américain). Elle voit le sacre des Buffalo Bills.

## Classement général
| Conférence Est  |      |      |      |        |          |            |
| Franchise       | Vic. | Déf. | Nuls | % vic. | Pts pour | Pts contre |
| Buffalo Bills   | 12   | 2    | 0    | .857   | 400      | 242        |
| Boston Patriots | 10   | 3    | 1    | .769   | 365      | 297        |
| New York Jets   | 5    | 8    | 1    | .385   | 278      | 315        |
| Houston Oilers  | 4    | 10   | 0    | .286   | 310      | 355        |

| Conférence Ouest   |      |      |      |        |          |            |
| Franchise          | Vic. | Déf. | Nuls | % vic. | Pts pour | Pts contre |
| San Diego Chargers | 8    | 5    | 1    | .615   | 341      | 300        |
| Kansas City Chiefs | 7    | 7    | 0    | .500   | 366      | 306        |
| Oakland Raiders    | 5    | 7    | 2    | .417   | 303      | 350        |
| Denver Broncos     | 2    | 11   | 1    | .154   | 240      | 428        |

## Finale AFL
- 26 décembre 1964, à Buffalo devant 40 242 spectateurs, Buffalo Bills 20 - San Diego Chargers 7